# Associação Cearense de Imprensa
A Associação Cearense de Imprensa foi fundada em Fortaleza, em 14 de julho de 1925 com o nome de Associação dos Jornalistas Cearenses.

## História
Três anos após a fundação da Associação Brasileira de Imprensa, com sede no Rio de Janeiro, cria-se em Fortaleza o Clube dos Repórteres, em princípio de 1911. Em 9 de setembro de 1922, Fernandes Távora, então diretor d'A Tribuna, funda a Associação de Imprensa do Ceará, de existência breve. A Associação dos Jornalistas Cearenses teve sua primeira diretoria empossada no dia 5 de setembro de 1925.
A mudança para o nome atual se deu em 9 de setembro de 1926, quando surgiu o interesse em filiá-la à Associação Brasileira de Imprensa, cujo Regulamento previa o ajuste da denominação. Muitos foram os que assinaram a Ata da primeira reunião, e entre os componentes da primeira Diretoria se incluíam os seis fundadores: César Magalhães, Tancredo Moraes, Joaquim Genu, Sá Leitão Júnior, Juarez Castelo Branco e Luiz Sucupira.
Uma das características da entidade era congregar tanto os jornalistas como os proprietários dos meios de comunicação, seguindo o modelo da ABI. Na ausência de uma Associação Profissional de Jornalistas — que somente viria a ser fundada em 1951 — coube à ACI, durante mais de duas décadas, mediar os diálogos de classe e contribuir para o entendimento entre veículos e profissionais mantendo o espírito suprapartidário e ecumênico.
Muitas foram as associações e órgãos abrigados pela ACI. Além do Sindicato de Jornalistas, a entidade sediou o primeiro Curso de Jornalismo, o Curso de Biblioteconomia, a Associação Cearense de Jornalistas do Interior, o Clube de Cinema de Fortaleza, entre outros. Aos associados ofereceu plano de pecúlio, atendimento médico, odontológico e jurídico, biblioteca, hemeroteca, além do lazer em duas Colônias de Férias no litoral. Empenhou-se na defesa dos direitos de expressão demonstrando participação ativa em momentos cruciais da história do país e do Ceará.

## Edifício Sede
As reuniões iniciais dos associados aconteciam na residência dos fundadores. Somente na década seguinte é que passaram a ser realizadas no Palacete do Clube Iracema, à Rua Guilherme Rocha; no Palace Hotel, à Rua Major Facundo; na Casa Juvenal Galeno, à Rua General Sampaio; e no Excelsior Hotel, também na Rua Guilherme Rocha. Nessa década de 1930 a ACI já priorizava entre suas atividades a aquisição ou construção de sede própria, que veio a ser localizada na Rua Senador Pompeu nº 1098, onde se concentravam os principais jornais da capital cearense. Nos anos 1950 foi erguido prédio na Rua Floriano Peixoto nº 735, onde a ACI se encontra ainda hoje.

## Presidentes
| Nº  | Presidente                                   |
| --- | -------------------------------------------- |
| 1º  | Cesar Teles de Magalhães                     |
| 2º  | Gilberto Pessoa Torres Câmara                |
| 3º  | Aldo Prado                                   |
| 4º  | Teodoro Cabral                               |
| 5º  | Kerginaldo Cavalcanti de Albuquerque         |
| 6º  | João Perboyre e Silva                        |
| 7º  | Alfeu Faria de Aboim                         |
| 8º  | Luís Cavalcanti Sucupira                     |
| 9º  | Antônio Carlos Campos de Oliveira            |
| 10º | Antônio de Pádua Campos                      |
| 11º | Maria Ivonete Moreira Maia                   |
| 12º | José Caminha Alencar Araripe                 |
| 13º | Stênio Azevedo                               |
| 14º | Zelito Nunes Magalhães                       |
| 15º | Paulo Tadeu Sampaio de Oliveira              |
| 16º | Maria Ivonete Moreira Maia                   |
| 17º | Salomão de Castro e Silva Moura Brasil Filho |

## Condecorações
Os Prêmios Anuais de Jornalismo, concedidos pela Associação Cearense de Imprensa, completam quarenta e três edições. Eles contemplam os trabalhos mais notáveis, realizados por profissionais e estudantes de Jornalismo no Ceará:
- Prêmio Edson Queiroz – para reportagem sobre a realidade social, ambiental e econômica de Fortaleza.

- Prêmio José Cabral de Araújo – para reportagem sobre esporte, nas suas várias modalidades.

- Prêmio Antônio Fernando Normando – para reportagem veiculada em televisão, sobre assuntos do interesse do Ceará ou da cidade de Fortaleza.

- Prêmio João Dummar – para reportagem veiculada em rádio, sobre temas do interesse do Ceará ou da cidade de Fortaleza.

- Prêmio Luciano Carneiro – para fotografia (foto isolada, foto-sequência e ensaio fotográfico).

- Prêmio Antônio Martins Filho – para matérias jornalísticas, veiculadas por meios eletrônicos, destinado também a estudantes de Cursos de Comunicação Social reconhecidos pelo Ministério da Educação.